# Prodoridunculus
Prodoridunculus es un género de moluscos nudibranquios de la familia Akidoridae.

## Diversidad
El género Prodoridunculus incluye una única especie descrita:
- Prodoridunculus gaussianus  Thiele, 1912